# Annual Review of Economics
Die Annual Review of Economics ist eine wirtschaftswissenschaftliche Zeitschrift, die von Annual Reviews jährlich publiziert wird.

## Geschichte
Die Annual Review of Economics erscheint seit 2009. Herausgeber der Zeitschrift sind Hélène Rey und Philippe Aghion.

## Inhalte
Die Annual Review of Economics deckt bedeutende Entwicklungen im Bereich der Volkswirtschaftslehre ab, einschließlich Makroökonomie, Geldtheorie, Mikroökonomie, Verhaltensökonomik, internationale Wirtschaftstheorie, öffentliche Finanzwissenschaft, Gesundheitsökonomie, Bildung, Wirtschaftswachstum, technologischer Fortschritt, Entwicklungsökonomie, Sozialökonomie (Kultur, Institutionen, soziale Interaktionen und Netzwerke), Spieltheorie und politische Ökonomie.